# Mitsubishi AAM-3
Il Mitsubishi AAM-3 (Type 90 Air-to-Air Missile, Kyūmaru shiki kūtaikū yūdōdan, 90式空対空誘導弾) è un missile aria-aria a guida infrarossa, prodotto dalla Mitsubishi Heavy Industries ed entrato in servizio nel 1991 nella Kōkū Jieitai, dove fu installato sui caccia McDonnell Douglas F-4EJ Phantom II e McDonnell Douglas F-15J Eagle, e sul cacciabombardiere Mitsubishi F-2.

## Storia del progetto

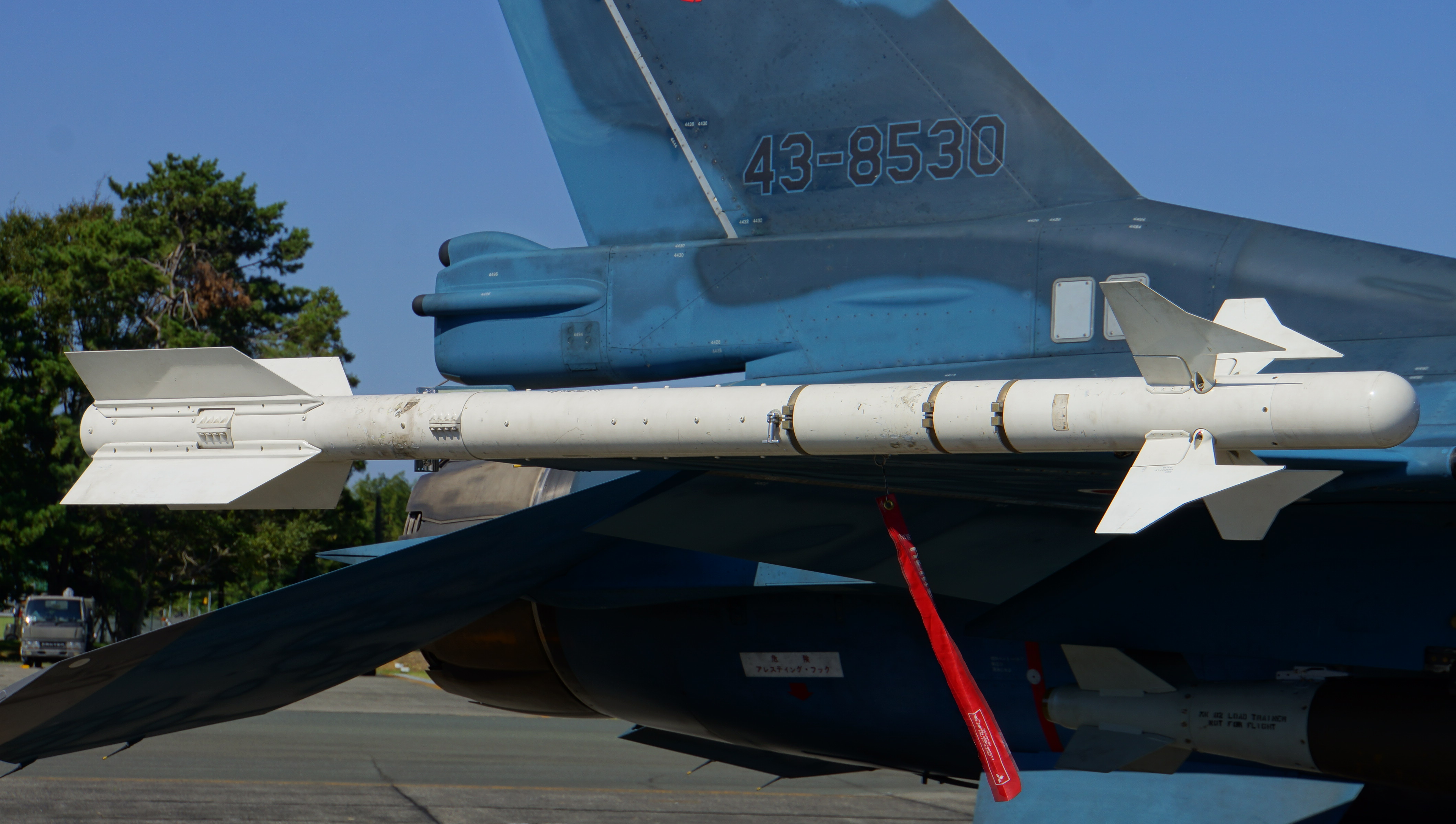
Un missile aria-aria Mitsubishi AAM-3 agganciato ad un lanciatore posto all'estremità alare di un cacciabombardiere Mitsubishi F-2A.

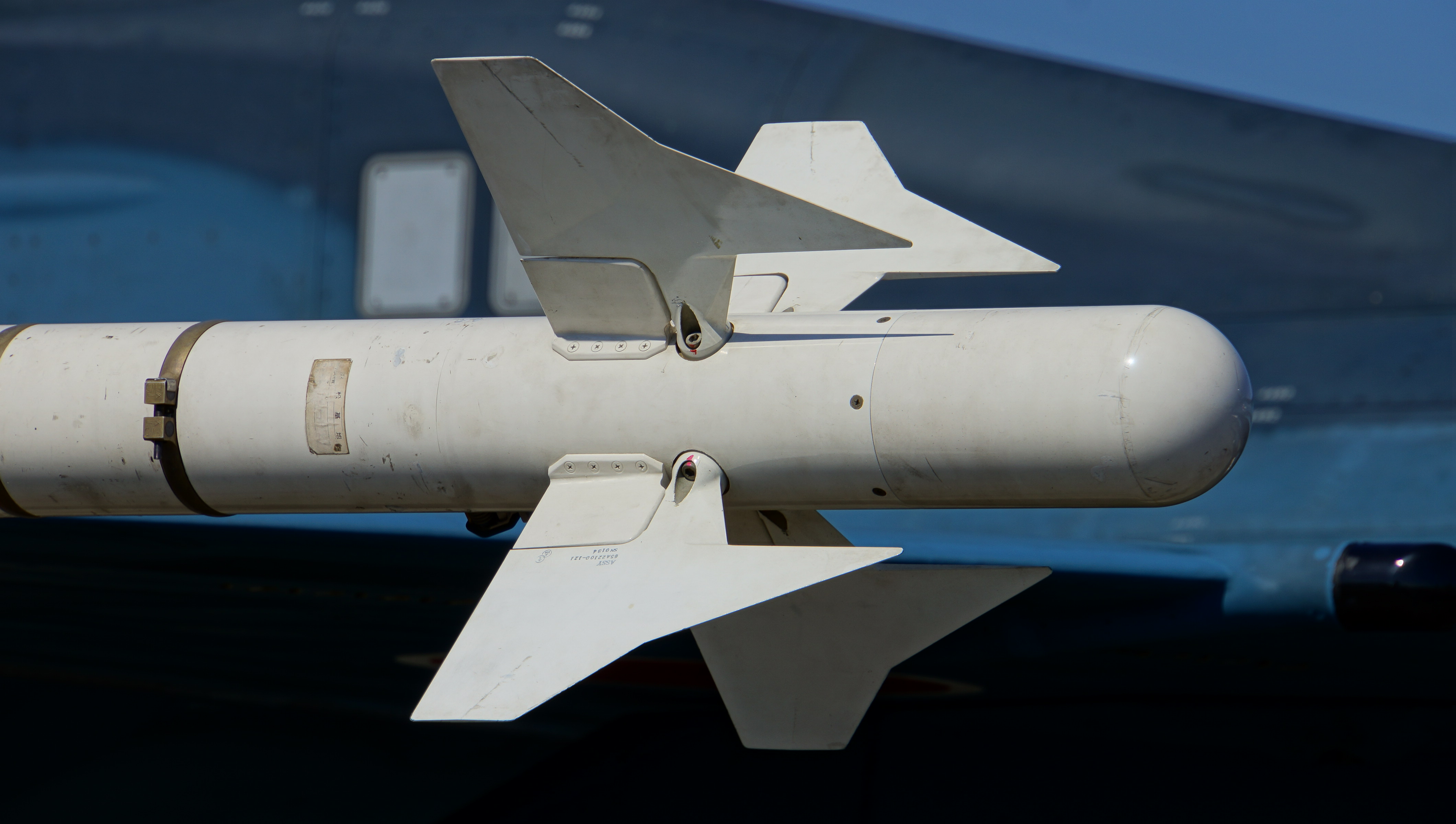
Il seeker e le alette stabilizzatrici anteriori del missile Mitsubishi AAM-3.

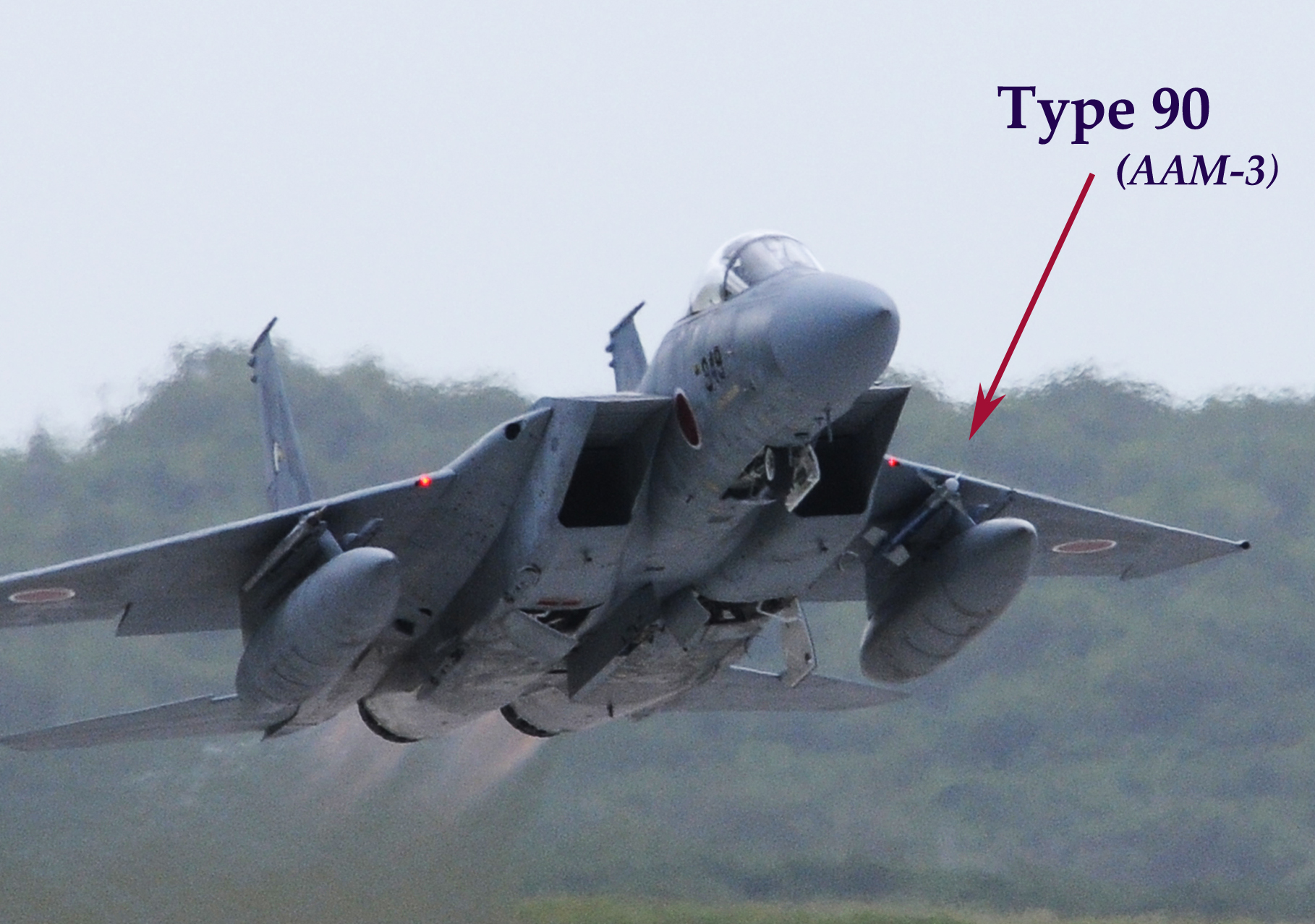
Un missile AAM-3 installato su un pilone subalare di un caccia McDonnell Douglas F-15J al decollo.

Nel 1975 l'istituto di ricerca Technical Research and Development Institute (TRDI), con l'assistenza della Mitsubishi Heavy Industries, iniziò lo studio di un nuovo missile aria-aria a guida infrarossa che doveva avere caratteristiche tecniche superiori alla versione L del Raytheon AIM-9 Sidewinder. Il Sidewinder venne preso come base di partenza per la nuova arma, che avrebbe dovuto essere compatibile con gli stessi binari, senza dovere modificare gli aerei vettori. Nel 1978 vennero effettuate prove su tre diversi modelli, e furono presi in considerazione sensori radar e IR/TV, poi abbandonati durante lo sviluppo. La progettazione in dettaglio iniziò nel 1981, e il primo prototipo, designato XAAM-3, fu completato nel 1986. I primi lanci da un aereo avvennero a partire dal 1989, e terminarono nel 1990 con esito positivo. In quello stesso anno la Kōkū Jieitai emise un primo ordine per la produzione di 400 esemplari.

## Descrizione tecnica
Il missile Mitsubishi AAM-3 si differenzia dall'AIM-9 Sidewinder per non avere il rolleron per la stabilità nelle alette di coda, in quanto l'arma è stabilizzata durante il volo da alette canard anteriori dotate di forte freccia composta con un marcato "dente di cane" per la produzione di flussi d'aria sulla superficie. Questo dispositivo aumenta notevolmente la manovrabilità del missile. Le alette di coda sono di dimensioni molto ridotte. Il motore razzo a propellente solido consente una gittata di 13 km, e una velocità massima di 2,5 Mach. Il sensore "all-aspect" a due bande IR/UV realizzato dalla NEC Corporation, raffreddato con azoto o argon tramite un piccolo serbatoio dietro le alette, e dotato di grande velocità di scansione, ed è di difficile disturbo da parte delle esche. La testata bellica prodotta dalla Komatsu Corporation, del peso di 15 kg, è composta da esplosivo ad alto potenziale e a frammentazione, e viene attivata tramite una spoletta di prossimità laser di costruzione NEC.

## Impiego operativo
Dichiarato pienamente operativo il 18 dicembre 1991, l'arma venne messa in produzione per essere installata sugli aerei da caccia McDonnell Douglas F-4EJ Phantom II e McDonnell Douglas F-15J Eagle.
Durante i test comparativi il missile AAM-3 si è dimostrato molto superiore alla versione AIM-9M del Sidewinder. L'arma giapponese risulta dotata superiore in velocità di virata, nei dispositivi IRCCM (Infra-Red Counter Counter Measure), e nella probabilità di colpire il bersaglio, in quanto dotata di zona di scampo superiore al Sidewinder. L'AAM-3 ha dimostrato grandi capacità di lancio verso il bersaglio posto al di fuori dell'angolo di visione del seeker (lancio "off-boresight"), che aggancia il bersaglio solo dopo aver eseguito la prima manovra per orientarsi su di esso. 
Il missile è stato realizzato in grande serie fino al 2009, con una produzione che ha totalizzato 5.223 esemplari.

## Utilizzatori
Giappone
Kōkū Jieitai

### Annotazioni
1. ↑  Vennero effettuati 18 lanci sperimentali da parte di F-4EJ e F-15J, per la gran parte di essi terminati pieno successo.
2. ↑  Il costo medio dell'arma è stato calcolato in 267.000 dollari.

### Fonti
1. ↑  Astronautix.
2. 1 2 3 4 5 6 7 8 9 10 11 12 13  Martorella 2020, p. 62.
3. ↑  Samuels 1994, p. 380.
4. 1 2  Global Security.